# Doradille marine
Asplenium marinum
Espèce
La Doradille marine (Asplenium marinum) est une fougère de la famille des Aspleniaceae qui pousse sur les falaises du littoral atlantique et du littoral méditerranéen.
Autre nom commun : Asplénium marin.

## Distribution
Cette espèce se rencontre des Canaries (sauf Lanzarote) à Madère et aux Açores et sur les côtes continentales de l'Atlantique: du Maroc, jusqu'à la Grande-Bretagne (surtout la côte occidentale), l'Irlande et ensuite la mer du Nord au sud de la Norvège.
Au bord de la Méditerranée, elle se rencontre sur les côtes marocaines et algériennes, sur l'île de la Galite en Tunisie, en Catalogne, aux Baléares, sur la Côte d'albâtre en Normandie et dans le Midi de la France, en Corse au nord de la Sardaigne, en Toscane, sur les côtes du Latium, à Malte.